# Carlos Andrade Souza
Carlos Andrade Souza, conhecido como Carlinhos (Vitória da Conquista, 23 de janeiro de 1987) é um futebolista brasileiro. Atua como lateral-esquerdo. Atualmente está sem clube.

## Carreira

### Santos
Carlinhos foi revelado no Santos Futebol Clube. Convocado para seleções de base do Brasil, Carlinhos também foi convocado para a seleção principal brasileira para o jogo do dia 15 de novembro de 2006 contra a Suíça, em Basileia.
Teve poucas oportunidades como titular no Santos, devido à presença de Kléber no elenco.
Durante a passagem de Vanderlei Luxemburgo no Santos, Carlinhos apresentou uma queda de rendimento, creditada pelo treinador a um suposto "excesso de estrelismo". Luxemburgo deixou o atleta sem jogar por algumas partidas e recomendou que ele deixasse a "vaidade" de lado.

### Cruzeiro e Mirassol
Em 2008, Carlinhos não teve muitas chances, e foi emprestado até dezembro ao Cruzeiro, que cedeu ao Santos pelo mesmo período o lateral-direito Apodi. No começo de 2009, Carlinhos foi emprestado novamente pelo Santos ao Mirassol para disputar o Campeonato Paulista, acabou por jogar apenas 3 partidas, tendo depois uma séria lesão que o deixou parado pelo restante da temporada.

### Santo André
Em 2010 foi um dos principais destaques da campanha do vice campeonato Paulista pelo Santo André. Isso o credenciou para ser disputado por vários times da Série A do Brasileirão.

### Fluminense
Carlinhos foi anunciado como reforço do Fluminense, onde substituiu Júlio Cesar e viveu grande momento, se consagrando Campeão Brasileiro de 2010. Defendendo e apoiando o ataque, fez o cruzamento que resultou no gol do título, marcado por Emerson na última partida contra o Guarani.
Fez seu primeiro gol pelo Fluminense em 2010 contra o Palmeiras, em que ele recebeu a bola fora da área, driblou um zagueiro e colocou no ângulo direito do goleiro.
No dia 14 de março de 2012, Carlinhos renovou com o Fluminense até dezembro de 2014. Fez seu primeiro gol pelo Fluminense em 2012 contra o Arsenal de Sarandí, em que ele recebeu a bola dentro da área, driblou um zagueiro e tocou na canto esquerdo do goleiro. Carlinhos fez um gol de pênalti no empate com o Santos por 1 a 1 na Vila Belmiro, em 6 de junho de 2012.
Essa temporada, inclusive, foi referida pelo jogador como a "melhor" de sua carreira, com Carlinhos tendo sido campeão estadual e brasileiro. Recebeu propostas do clube turco Galatasaray para atuar no clube em 2013. Fez o gol da classificação do Fluminense contra o Emelec em 8 de maio de 2013, indo para as quartas de final da Libertadores. Começou o campeonato nacional marcando um gol contra o Coritiba na derrota por 2 a 1 em 6 de junho de 2013.
Na hora do almoço da delegação no dia 12 de junho de 2013, o lateral-esquerdo Carlinhos recebeu uma camisa comemorativa de 150 jogos pelo Tricolor, que foi entregue pelo vice de futebol Sandro Lima e pelo diretor executivo de futebol, Rodrigo Caetano. Empolgado, afirmou querer dobrar esta marca.
A declaração vem em um momento de bastante especulação sobre uma possível saída dele para o futebol europeu. O camisa 6 está na lista de reforços do Galatasaray. Carlinhos negou ter feito sua despedida do Fluminense no jogo contra a Portuguesa no dia 12 de junho. O jogador manifestou seu desejo em continuar no clube, apesar de ter propostas da Europa. O clube interessado seria o Galatasaray, porém nem Fluminense, nem o lateral parecem ter sido seduzidos pelo interesse do clube turco. Abel Braga, técnico do Fluminense, também afastou a possibilidade de transferência de Carlinhos no momento.[carece de fontes?]
| “ | Não é minha despedida. Só tem especulação, mas minha vontade é de ficar e todos sabem disso. Tenho contrato até o final do próximo ano com o Fluminense. – explicou Carlinhos | ” |

Contra o Atlético Paranaense, Carlinhos completou 200 jogos pelo Fluminense, ocorrido no dia 27 de julho de 2014, onde a partida terminou com a vitória do tricolor por 3 a 0.
Passando por dificuldades financeiras, Carlinhos não teve seu contrato renovado para seguir no Tricolor das Laranjeiras.

### São Paulo
Após o término do seu contrato com o Fluminense, assinou, no dia 7 de dezembro de 2014, com o São Paulo por três anos. Afirmou após assinar o contrato.
| “ | Estou muito feliz com a oportunidade de atuar em um clube grande como o São Paulo. Quero participar dos objetivos do clube na próxima temporada, porque essa camisa tem muita tradição. – explicou Carlinhos | ” |

### Internacional
Em 31 de janeiro de 2017, assinou contrato até o fim de 2017 com o Internacional, com opção de renovação por mais duas temporadas. Apesar de ter tido um bom começo no Inter, sofreu lesões seguidas e viu perder a titularidade pra Uendel. Dessa forma, Carlinhos não teve seu contrato renovado.

### Paysandu
Em maio de 2018, Carlinhos assina contrato com o Paysandu. Em outubro deste mesmo ano, é dispensado pelo clube.

### CSA
Em Janeiro de 2019, Carlinhos assina contrato com o CSA.
No dia 20 de novembro de 2019, chegando perto do fim do Brasileiro Série A, Carlinhos foi avisado que não iria fazer mais parte dos planos para a reta final do Brasileirão.

## Seleção Brasileira
Carlinhos debutou em convocações à Seleção Brasileira em 2006, quando foi chamado pelo então técnico Dunga para um amistoso contra a Suíça, em 15 de novembro daquele ano, sem, no entanto, entrar em campo. Apenas seis anos depois, em 2012, ao lado de seus companheiros Thiago Neves e Wellington Nem, Carlinhos voltou a ser lembrado, convocado para o Superclássico das Américas.
Na Primeira partida do Superclássico das Américas, Carlinhos não jogou mas o Brasil venceu de virada a Argentina por 2 a 1 com os gols de Paulinho e Neymar. Jogou sua primeira partida pela seleção contra a Argentina no segundo jogo do Superclássico das Américas, entrou no lugar de Fábio Santos aos 17 minutos do segundo tempo.

## Estatísticas
Até 17 de novembro de 2019.

### Clubes
| Clube             | Temporada         | Campeonato nacional | Campeonato nacional | Copa nacional[a] | Copa nacional[a] | Competições continentais[b] | Competições continentais[b] | Outros torneios[c] | Outros torneios[c] | Total | Total |
| Clube             | Temporada         | Jogos               | Gols                | Jogos            | Gols             | Jogos                       | Gols                        | Jogos              | Gols               | Jogos | Gols  |
| ----------------- | ----------------- | ------------------- | ------------------- | ---------------- | ---------------- | --------------------------- | --------------------------- | ------------------ | ------------------ | ----- | ----- |
| Fluminense        | 2010              | 27                  | 3                   | —                | —                | —                           | —                           | —                  | —                  | 27    | 3     |
| Fluminense        | 2011              | 31                  | 0                   | —                | —                | 3                           | 0                           | 10                 | 1                  | 44    | 1     |
| Fluminense        | 2012              | 32                  | 1                   | —                | —                | 9                           | 1                           | 15                 | 0                  | 56    | 2     |
| Fluminense        | 2013              | 23                  | 3                   | 2                | 0                | 10                          | 1                           | 12                 | 0                  | 47    | 4     |
| Fluminense        | 2014              | 26                  | 0                   | 4                | 0                | 1                           | 0                           | 11                 | 1                  | 42    | 1     |
| Fluminense        | Total             | 139                 | 7                   | 6                | 0                | 23                          | 0                           | 48                 | 2                  | 216   | 11    |
| São Paulo         | 2015              | 19                  | 2                   | 4                | 0                | 1                           | 0                           | 8                  | 0                  | 32    | 2     |
| São Paulo         | 2016              | 11                  | 0                   | 2                | 0                | 5                           | 0                           | 13                 | 0                  | 31    | 0     |
| São Paulo         | Total             | 30                  | 2                   | 6                | 0                | 6                           | 0                           | 21                 | 0                  | 63    | 2     |
| Internacional     | 2017              | 8                   | 0                   | 3                | 0                | —                           | —                           | 8                  | 0                  | 19    | 0     |
| Internacional     | Total             | 8                   | 0                   | 3                | 0                | —                           | —                           | 8                  | 0                  | 19    | 0     |
| Paysandu          | 2018              | 6                   | 0                   | —                | —                | —                           | —                           | —                  | —                  | 6     | 0     |
| Paysandu          | Total             | 6                   | 0                   | —                | —                | —                           | —                           | —                  | —                  | 6     | 0     |
| CSA               | 2019              | 26                  | 2                   | —                | —                | —                           | —                           | 5                  | 0                  | 31    | 2     |
| CSA               | Total             | 26                  | 2                   | —                | —                | —                           | —                           | 5                  | 0                  | 31    | 2     |
| Total na carreira | Total na carreira | 209                 | 11                  | 15               | 0                | 29                          | 2                           | 82                 | 2                  | 335   | 15    |

- a. ^ Jogos da Copa do Brasil
- b. ^ Jogos da Copa Libertadores
- c. ^ Jogos do Campeonato Carioca, Campeonato Paulista e Jogos amistosos

### Seleção
| Brasil | Brasil | Brasil |
| Ano    | Jogos  | Gols   |
| ------ | ------ | ------ |
| 2012   | 1      | 0      |
| Total  | 1      | 0      |

Todos os jogos pela seleção
Expanda a caixa de informações para conferir todos os jogos deste jogador, pela sua seleção nacional.
|   | Data                   | Local                   | Resultado | Adversário | Gol(s) | Competição                         |
| - | ---------------------- | ----------------------- | --------- | ---------- | ------ | ---------------------------------- |
| 1 | 21 de novembro de 2012 | Buenos Aires, Argentina | 2–1       | Argentina  | 0      | Superclássico das Américas de 2012 |

## Títulos

### Profissional
Santos
- Campeonato Paulista: 2006 e 2007[25]

Fluminense
- Campeonato Brasileiro: 2010 e 2012
- Taça Guanabara: 2012
- Campeonato Carioca: 2012

Paysandu
- Copa Verde: 2018

CSA
- Campeonato Alagoano: 2019

Seleção Brasileira
- Superclássico das Américas: 2012

### Categorias de Base
Seleção Brasileira
- Campeonato Sul-Americano Sub-20: 2007

### Prêmios individuais
- Melhor lateral-esquerdo do Campeonato Carioca 2012
- Bola de Prata 2012 de melhor lateral-esquerdo
- Melhor lateral-esquerdo do Campeonato Carioca 2013[26]